# Pulau Kanobe
Pulau Kanobe är en ö i Indonesien.   Den ligger i provinsen Papua Barat, i den nordöstra delen av landet, 2 800 km öster om huvudstaden Jakarta. Arean är 0,75 kvadratkilometer.
Terrängen på Pulau Kanobe är platt. Öns högsta punkt är 35 meter över havet. Den sträcker sig 1,3 kilometer i nord-sydlig riktning, och 1,7 kilometer i öst-västlig riktning.